# RK Varteks Varaždin
| RK Varteks di Caprio           | RK Varteks di Caprio      |
| ------------------------------ | ------------------------- |
| Spitzname:                     | Krojači (die „Schneider“) |
| Gegründet:                     | 1955                      |
| Vereinsfarben:                 | blau / weiß               |
| Trainer:                       | Branimir Žoldoš           |
| Manager:                       | Hrvoje Vojvoda            |
| Spielstätte:                   | Varaždin Arena            |
| Plätze:                        | 5.200 Plätze              |
| Saison 2021/22:                |                           |
| 1. HRL Männer:                 | 5. Platz (Meisterrunde)   |
| kroatischer-Pokal:             |                           |
| Größte Erfolge / Handball:     |                           |
| - EHF-Pokal Viertelfinale 1996 |                           |

RK Varteks Varaždin ist ein Handballverein aus der nordkroatischen Stadt Varaždin. Frühere Namen des Vereins sind RK Tekstilac, RK Varteks, RK Varteks Tivar, RK Varteks-Inkos und RK Varteks di Caprio. Der Namensbestandteil Varteks benennt den Hauptsponsor, ein einheimisches Textilunternehmen.

## Geschichte
In Varaždin gibt es Dokumentationen, dass hier das erste Handballspiel in Kroatien ausgetragen wurde. Es handelte sich dabei allerdings um ein Großfeldhandballspiel, welches mit elf Mann auf einem Fußballfeld ausgetragen wurde.
1952, nach der Einführung des Hallenhandballs, waren es die Damen, die zuerst eine Mannschaft gründeten. Erst 1955 zogen die Herren nach und gründeten den Verein unter dem Namen „Tekstilac“, was auf die dortige Textilindustrie zurückzuführen ist.
Die Herrenmannschaft spielt bis heute in der höchsten kroatischen Klasse, der 1. HRL. Zu Zeiten Jugoslawiens erreichte der damalige Verein „RK Varteks“ 1971 die zweite Liga, in der er bis 1979 blieb. 1978 wurde man Zweiter in der 2. Liga. Nach 1979 wurde man zu einer typischen „Fahrstuhlmannschaft“, es folgten Aufstiege in die 2. Jugoslawische Liga, dann wieder Abstiege in die 1. Kroatische Liga (die 1. Kroatische Liga war damals unter der 2. Jugoslawischen, also eine Art 3. Regionalliga Kroatien). Im Glanzjahr 1977/78 war man Pokalfinalist des jugoslawischen Pokals.
Seit der Eigenständigkeit Kroatiens 1991 stieg der Verein jeweils zweimal auf bzw. ab. Seit dem letzten Aufstieg ist er fester Bestandteil der ersten kroatischen Liga. In der ersten Saison nach dem Wiederaufstieg 1994/95 gab es mit dem 4. Platz die beste Platzierung der Vereinsgeschichte. Durch diese Platzierung erwarb man sich das Recht auf die Teilnahme an einen europäischen Wettbewerb im Folgejahr, bei dem man sich bis ins Viertelfinale kämpfte. Der damals nach einem Sponsor „RK Varteks Tivar“ benannte Verein war der erste Verein aus Varaždin, der einen internationalen Wettbewerb erreichte.

## Bekannte Spieler
Die Jugendarbeit des Vereins brachte einige bekannte Handballer hervor, wie Blaženko Lacković oder Zoran Jeftić.
Über die Jahre hinweg kamen einige Nationalspieler aus diesem Verein, wie Vladimir Đurića, Branko Novak, Branko Biškup, Gjure Šopara, Marijan Dolenc, Nikola Hasan, Mladen Martinović, Marijan Papić, Krešimir Borovec, Rajko Rože, Damir Premužić, Tomislav Štimac, Zdenko Sekelj, Stjepan Pintarić, Vladimir Vujović, Dražen Novak, Tomislav Žoldoš, Marijan Taćij, Kristijan Igrec, Branimir Žoldoš, Petar Rodik, Siniša Radujković, Saša Brkinjača, Vladimir Malner, Tomislav Štorge und Boris Vujović.